# Syazwan Andik
Muhammad Syazwan bin Andik Mohd Ishak (sinh ngày 4 tháng 8 năm 1996) là một cầu thủ bóng đá chuyên nghiệp người Malaysia, chủ yếu thi đấu ở vị trí hậu vệ trái nhưng cũng có thể thi đấu ở vị trí hậu vệ cánh tấn công cho Johor Darul Ta'zim và đội tuyển quốc gia Malaysia.
Anh đã thi đấu trong trận chung kết lượt đi và lượt về AFF Suzuki Cup 2018.

## Sự nghiệp câu lạc bộ

### Harimau Muda B
Syazwan Andik bắt đầu sự nghiệp với Harimau Muda B. Sau đó, anh được đôn lên đội tuyển bóng đá U-22 quốc gia Malaysia vào năm 2015 dưới thời huấn luyện viên Frank Bernhardt.

### Johor Darul Ta'zim II
Vào đầu năm 2016, Syazwan gia nhập Johor Darul Ta'zim II.

### Kuala Lumpur
Ngày 30 tháng 1 năm 2018, Syazwan ký hợp đồng hai năm với đội bóng Malaysia Super League Kuala Lumpur. Anh có màn ra mắt đội bóng và Malaysia Super League trong trận gặp Selangor vào ngày 4 tháng 2.

## Thống kê sự nghiệp

### Câu lạc bộ
Tính đến 10 tháng 6 năm 2019.
| Câu lạc bộ            | Mùa giải            | Giải đấu                | Giải đấu | Giải đấu  | Cúp     | Cúp       | Cúp Liên đoàn | Cúp Liên đoàn | Châu lục | Châu lục  | Tổng cộng | Tổng cộng |
| Câu lạc bộ            | Mùa giải            | Hạng đấu                | Số trận  | Bàn thắng | Số trận | Bàn thắng | Số trận       | Bàn thắng     | Số trận  | Bàn thắng | Số trận   | Bàn thắng |
| --------------------- | ------------------- | ----------------------- | -------- | --------- | ------- | --------- | ------------- | ------------- | -------- | --------- | --------- | --------- |
| Johor Darul Ta'zim II | 2016                | Malaysia Premier League | 0        | 0         | 0       | 0         | 0             | 0             | –        | –         | 0         | 0         |
| Johor Darul Ta'zim II | 2017                | Malaysia Premier League | 19       | 2         | 1       | 0         | 0             | 0             | –        | –         | 20        | 2         |
| Johor Darul Ta'zim II | Tổng cộng           | Tổng cộng               | 0        | 0         | 0       | 0         | 0             | 0             | 0        | 0         | 0         | 0         |
| Kuala Lumpur          | 2018                | Malaysia Super League   | 18       | 0         | 4       | 1         | 0             | 0             | –        | –         | 22        | 1         |
| Kuala Lumpur          | Tổng cộng           | Tổng cộng               | 18       | 0         | 4       | 1         | 0             | 0             | 0        | 0         | 22        | 1         |
| Johor Darul Ta'zim    | 2019                | Malaysia Super League   | 1        | 0         | 1       | 0         | 0             | 0             | –        | –         | 2         | 0         |
| Johor Darul Ta'zim II | 2019                | Malaysia Premier League | 8        | 0         | 0       | 0         | 0             | 0             | –        | –         | 8         | 0         |
| Tổng cộng sự nghiệp   | Tổng cộng sự nghiệp | Tổng cộng sự nghiệp     | 0        | 0         | 0       | 0         | 0             | 0             | 0        | 0         | 0         | 0         |

### Quốc tế
Tính đến 9 tháng 11 năm 2019
| Malaysia  | Malaysia | Malaysia  |
| Năm       | Số trận  | Bàn thắng |
| --------- | -------- | --------- |
| 2018      | 12       | 1         |
| 2019      | 6        | 0         |
| Tổng cộng | 18       | 1         |

#### Bàn thắng quốc tế
| # | Ngày                | Địa điểm                                               | Trận | Đối thủ   | Bàn thắng | Kết quả | Giải đấu |
| - | ------------------- | ------------------------------------------------------ | ---- | --------- | --------- | ------- | -------- |
| 1 | 10 tháng 9 năm 2018 | Sân vận động Olympic Phnôm Pênh, Phnôm Pênh, Campuchia | 4    | Campuchia | 2–1       | 3–1     | Giao hữu |

## Danh hiệu

### Câu lạc bộ
Johor Darul Takzim F.C
- Malaysia Charity Shield: 2019

### Quốc tế
U-23 Malaysia
- SEA Games

 Huy chương Bạc: 2017
Malaysia
- Á quân AFF Suzuki Cup: 2018